# Dzhalindita
La dzhalindita és un mineral de la classe dels òxids, que pertany al subgrup de la söhngeïta. Rep el seu nom de la localitat on va ser descoberta, Dzhalinda, a Rússia.

## Característiques
La dzhalindita és un hidròxid d'indi de fórmula química In(OH)₃. És de color marró-groc, i cristal·litza en el sistema isomètric. És isotròpica. Pertany al grup de la söhngeïta juntament amb aquesta espècie i la bernalita.
Segons la classificació de Nickel-Strunz, la dzhalindita pertany a «04.FC: Hidròxids (sense V o U), amb OH, sense H₂O; octaedres que comparetixen angles» juntament amb els següents minerals: bernalita, söhngeïta, burtita, mushistonita, natanita, schoenfliesita, vismirnovita, wickmanita, jeanbandyita, mopungita, stottita, tetrawickmanita, ferronigerita-2N1S, magnesionigerita-6N6S, magnesionigerita-2N1S, ferronigerita-6N6S, zinconigerita-2N1S, zinconigerita-6N6S, magnesiotaaffeïta-6N'3S i magnesiotaaffeïta-2N'2S.
Va ser descoberta l'any 1963 al dipòsit d'antimoni de Dzhalinda, a Malyi Khingan Range, (Far-Eastern Region, Rússia).